# طوطمية

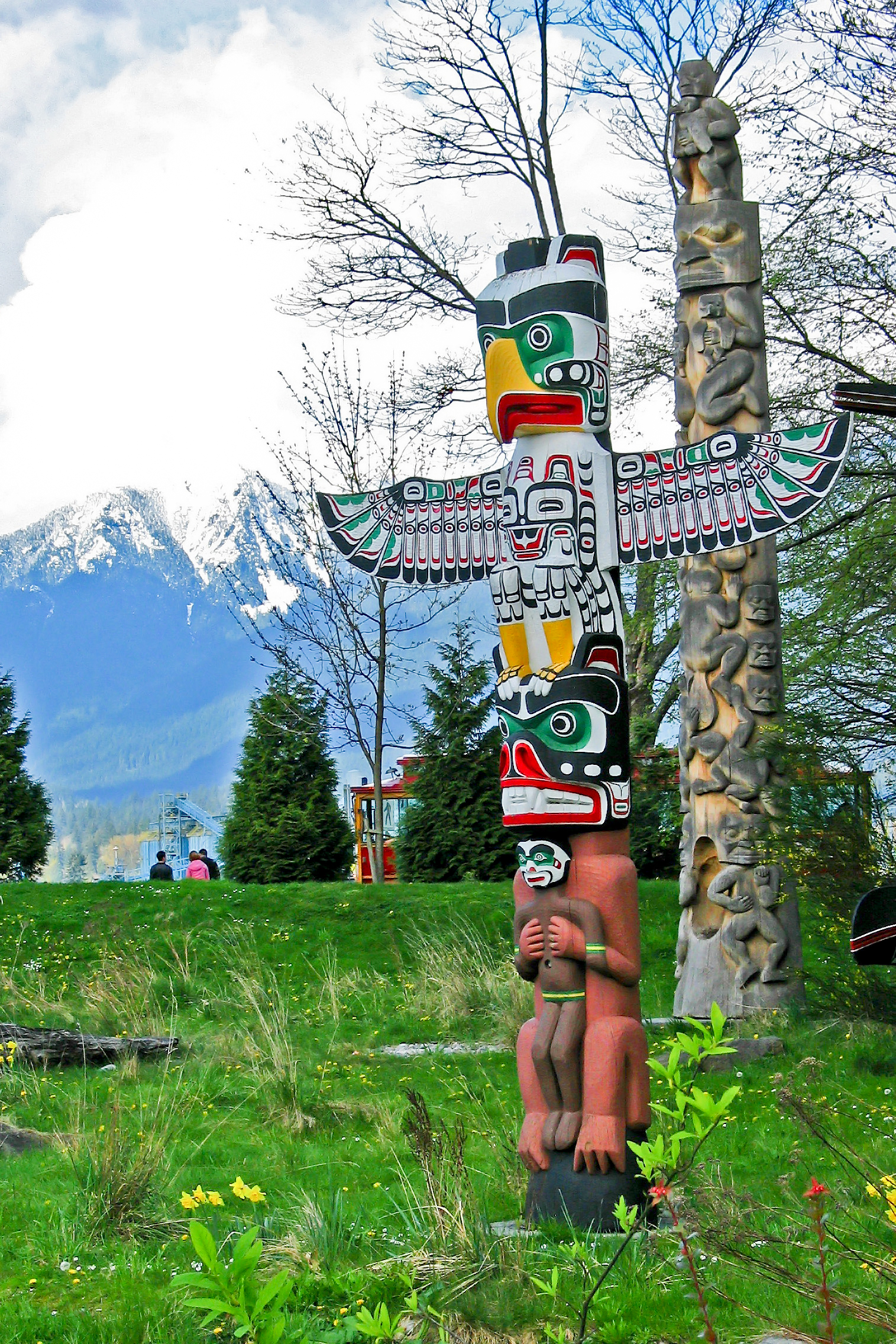
أعمدة الطوطم

الطوطمية (بالإنجليزية: Totemism)‏ هي ديانة مركبة من الأفكار والرموز والطقوس تعتمد على العلاقة بين جماعة إنسانية وموضوع طبيعي يسمى الطوطم، والطوطم يمكن أن يكون طائراً أو حيواناً أو نباتاً أو ظاهرةً طبيعية أو مظهراً طبيعياً مع اعتقاد الجماعة بالارتباط به روحياً. وكلمة طوطم مشتقة من لغة الأبجوا الأمريكية الأصلية.
الطوطمية منتشرة في ماليزيا وغينيا وأفريقيا وبين السكان الأصليين من الأمريكيين والأستراليين. وهو رفيق ومساعد مع الأرواح الخارقة، وهو مقدس في المناسبات، حيث تعتبره الجماعات كهوية لها، حيث يحرم لمسه وتحطيمه. قد تعود أصول الطوطم إلى أحد الأجداد الأوائل من الشامان. إنَّ طبيب القبيلة وساحرها هما المكلفان بتنمية العلاقة بين الأفراد والطوطم.
وقد شكك بعض علماء الإنسان بوجود الطوطمية والبعض الآخر اعتبرها بداية أولية لديانة أو ثقافة وليست قائمة بذاتها. حيث ضمت اعتقادات منها الإيمان بوجود أرواح، واعتقد بعض الأنثروبولوجيين أن ظاهرة عدم تدمير الطوطم قد انسحبت على كل الطبيعة. ولعالم النفس سيجموند فرويد كتاب مشهور عنه اسمه الطوطم والتابو.

## الدين الطوطمي
كان إميل دوركايم (1858 - 1917) أول من اكتشف الدين الطوطمي وما يوازيه من التنظيم الاجتماعي وهو العشيرة ورأى أن القوى الدينية هي القوة الجمعية والمجهولة للعشيرة.
أما سبب اعتبار الطوطم مقدس فيرجع إلى أنه يمثل رمز للجماعة نفسها فهو يجسد القيم المحورية في حياة الجماعة أو المجتمع وليست مشاعر الإجلال والإكبار التي يحملها أفراد الجماعة إزاء الطوطم إلا تعبيرا عن احترامهم للقيم الاجتماعية الأساسية السائدة بينهم.
إن موضوع العبادة هوالمجتمع نفسه الذي يسعى إلى أن يؤكد ذاته بذاته، ويرسخ شرعيته وقيمه ومن هنا فإن الآلهة هي صورة للمجتمع وليس المجتمع صورة للآلهة وأن الديانات لا تنحصر في المعتقدات فحسب، بل تتجاوزها لتشتمل على مجموعة من الأنشطة الطقوسية والاحتفالية الدورية التي يتجمع فيها المؤمنون ويلتقون معاً. ويؤدي الانفعال الجمعي دورا مهما في التحولات الاجتماعية الكبرى حيث يولد الدين داخل بيئة الانفعال الجمعي وقد يتراجع فيها أيضا.
حاول دوركايم أن يكتشف منطلقات إنسانية جديدة للأخلاق غير تلك المنطلقات الدينية، التي أصبحت متوارثة دون نقاش ورأى أن أخلاق الدين تقايض الأخلاق مقابل ثمن دنيوي أو أخروي، يجري على شكل طقوس وشعائر لا عقلانية وكان يرى أن المقدس رمز قبل أي شيء والدين هو مجموعة من الرموز والأفعال والمعتقدات المتعلقة بها: أي المنفصلة عن عالم الناس لكنها من جانب آخر توحد الناس في جماعة.
المصدر: دوركايم من كتاب؛ علم الأديان ل: خزعل الماجدي  ص148  عن كتاب: ميشيل مسلان 2009 - ص 75